# Geranomyia stylobtusa
Geranomyia stylobtusa är en tvåvingeart som först beskrevs av Alexander 1967.  Geranomyia stylobtusa ingår i släktet Geranomyia och familjen småharkrankar.
Artens utbredningsområde är Peru. Inga underarter finns listade i Catalogue of Life.